# Група багатовікових дубів (Чернігів, вул. Шевченка, 95)

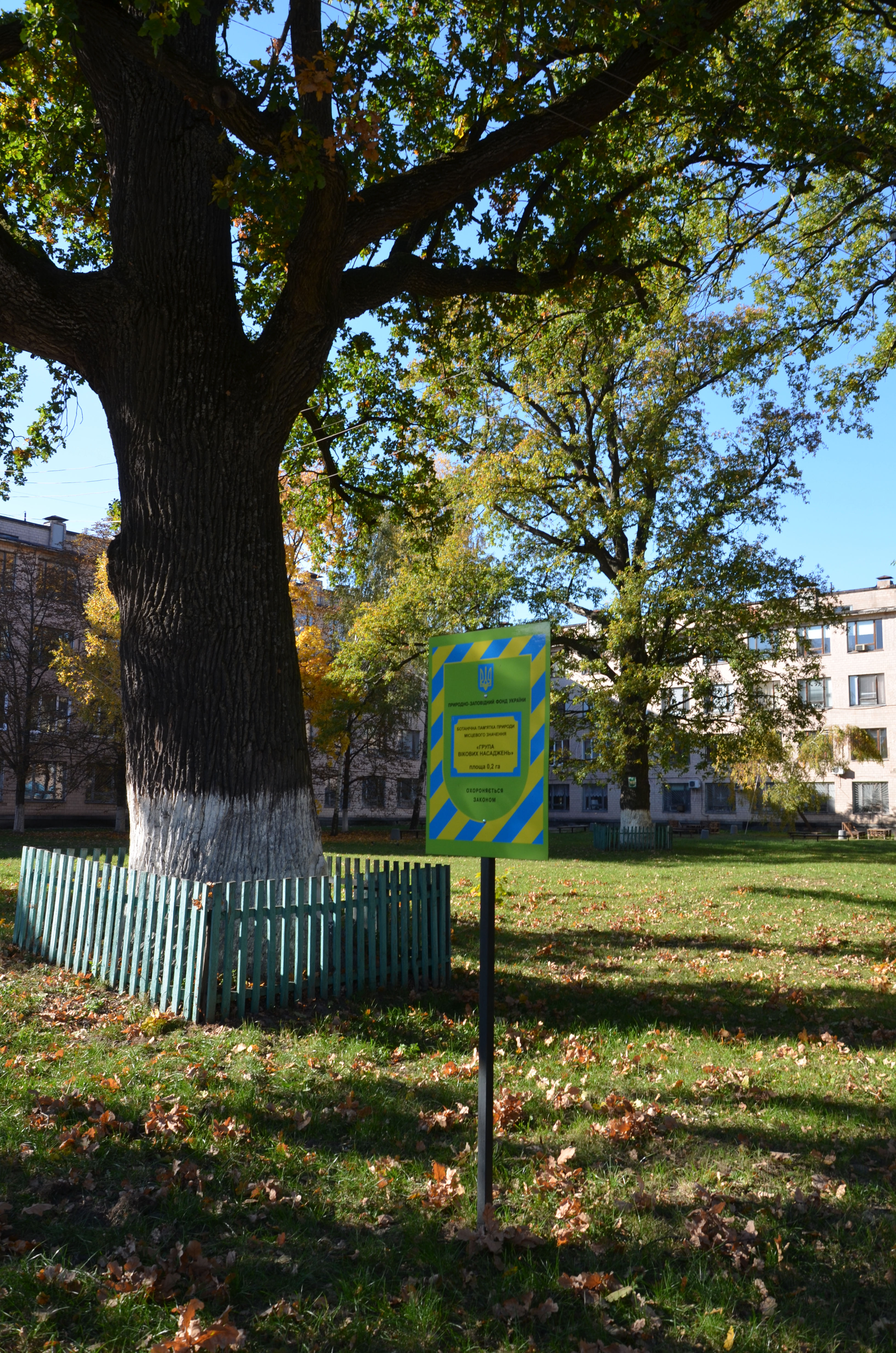
Охоронна табличка

Гру́па багатовікови́х дубі́в — ботанічна пам'ятка природи місцевого значення в Україні. Розташована в місті Чернігів, на вулиці Т. Шевченка, 95 (за навчальним корпусом № 1 Національного університету «Чернігівська політехніка»). 
Площа 0,03 га. Статус дано згідно з рішенням Чернігівського облвиконкому від 10.06.1972 року № 303; від 06.12.1982 року № 602; від 27.12.1984 року № 454; від 28.08.1989 року № 164; рішення Чернігівської обласної ради від 11.04.2000 року. Перебуває у віданні: Чернігівський національний технологічний університет. 
Статус дано для збереження трьох екземплярів вікових дубів.